# Gigi Rüf
Christian « Gigi » Rüf, né le 9 octobre 1981 à Au, dans le Vorarlberg, en Autriche, est snowboarder professionnel autrichien connu pour son style unique et créatif[réf. nécessaire].